# Elza – Strażniczka haremu
Elza – Strażniczka haremu (ang. Ilsa, Harem Keeper of the Oil Sheiks) – kanadyjski film erotyczny z 1976 roku. Kontynuacja filmu Elza – Wilczyca z SS.

## Treść
Elza, była esesmanka, jest teraz okrutną nadzorczynią haremu arabskiego szejka naftowego, El Sharifa.
Pewnego dnia do haremu trafiają trzy piękne, białe kobiety, które zostały z rozkazu szejka porwane, by służyć jako seksualne niewolnice. Tymczasem z misją odnalezienia dziewcząt zostaje wysłany amerykański agent wywiadu. Ma on za zadanie uwolnić kobiety, nie wywołując skandalu dyplomatycznego.

## Obsada
- Dyanne Thorne – Elza
- Max Thayer
- Jerry Delony
- Uschi Digard
- Colleen Brennan
- Tanya Boyd
- Marilyn Joi